# Ruth Nicholson

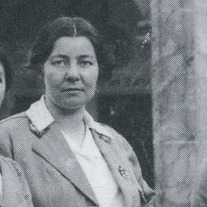
Ruth Nicholson im Royaumont Militärkrankenhaus, 1915

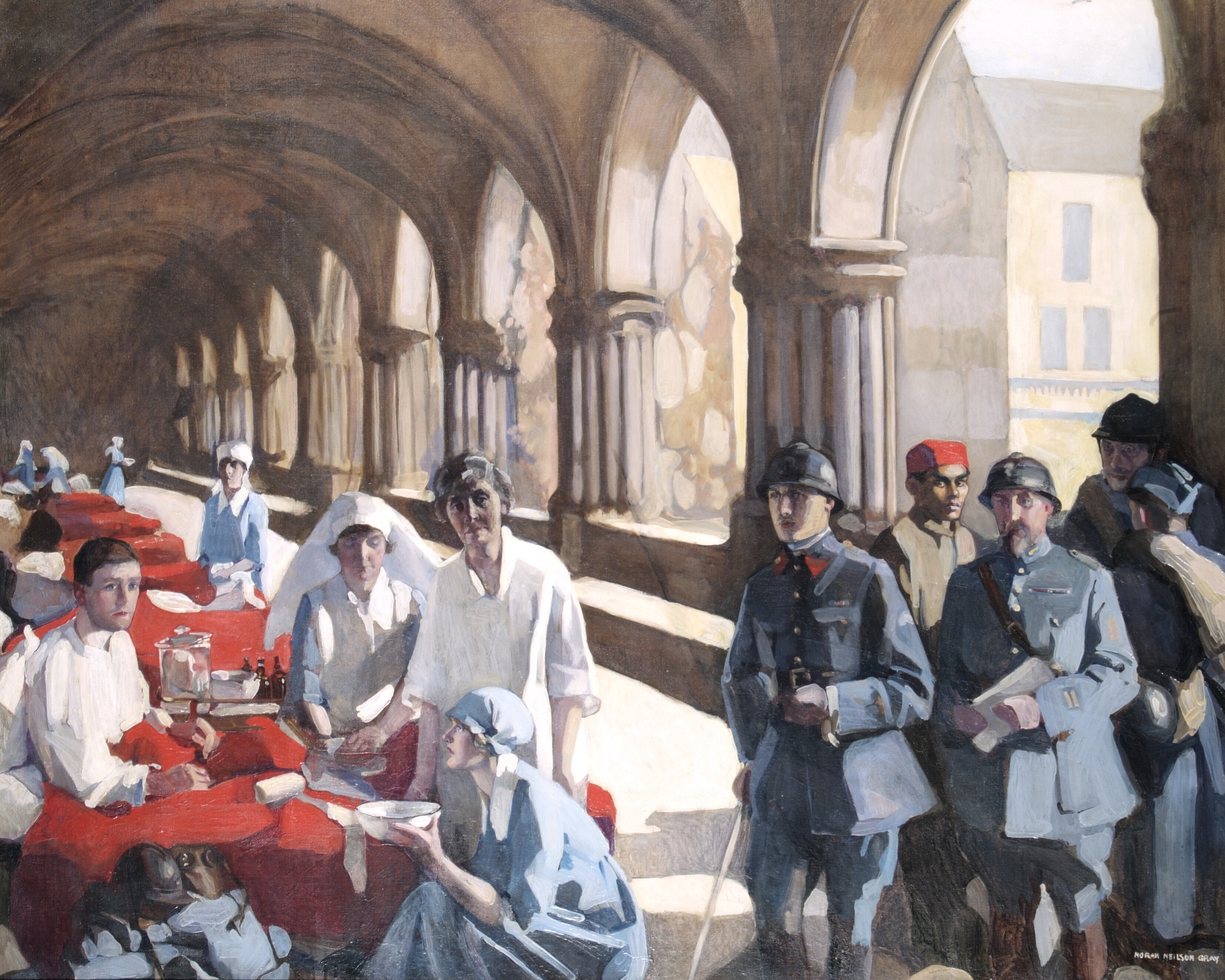
Krankenhaus im Kloster Royaumont, Gemälde von Norah Neilson Gray, 1920

Ruth Nicholson (* 2. Dezember 1884 in Newcastle upon Tyne; † 18. Juli 1963 in Exeter) war eine englische Geburtshelferin und Gynäkologin, die während des Ersten Weltkriegs als Chirurgin im Scottish Women’s Hospital at Royaumont in Frankreich diente. Für diese Arbeit wurde sie von der französischen Regierung mit dem Croix de guerre und der Médaille d’Honneur des Épidémies ausgezeichnet. Nach dem Krieg spezialisierte sie sich als klinische Dozentin und gynäkologische Chirurgin an der Universität Liverpool auf Geburtshilfe und Gynäkologie und war als Beraterin in Liverpooler Krankenhäusern tätig. Sie war 1929 Gründungsmitglied des Royal College of Obstetricians and Gynaecologists und wurde 1931 zum Fellow des College ernannt.

## Leben
Ruth Nicholson wurde als älteste Tochter von Margaret Alison Nicholson (geborene White) und ihrem Mann, Vikar der Kirche von England Ralph Nicholson (1856–1930), geboren. Nach ihrer Schulzeit an der Newcastle Church High School studierte sie Medizin am College of Medicine der University of Durham in Newcastle upon Tyne, das sie 1909 als einzige Studentin ihres Jahrgangs abschloss.
Nach ihrem Abschluss arbeitete sie in einer örtlichen Apotheke, bevor sie nach Edinburgh, dem Geburtsort ihrer Mutter, zog, wo sie als Assistentin von Elsie Inglis im Edinburgh Hospital for Women and Children in Bruntsfield arbeitete. Das Krankenhaus war von der Pionierin der medizinischen Ausbildung für Frauen, Sophia Jex-Blake, gegründet worden. Anschließend arbeitete sie in einem Missionskrankenhaus in Gaza, wo sie wertvolle chirurgische Erfahrungen sammelte. Bei Ausbruch des Ersten Weltkriegs wurde ihre Bewerbung als Feldchirurgin vom Kriegsministerium angenommen, doch der leitende Arzt der Einheit, der sie beitreten sollte, weigerte sich, eine Chirurgin aufzunehmen. Sie wandte sich an Elsie Inglis, die die Organisation Scottish Women’s Hospitals (SWH) gegründet hatte, und Inglis nahm ihre ehemalige Assistentin bereitwillig als Chirurgin in der SWH-Krankenhausabteilung in Royaumont bei Paris auf, der ersten SWH-Abteilung, die eingerichtet wurde. Sie wurde stellvertretende Kommandantin der Einheit unter der Chefärztin Frances Ivens, mit der sie sich den größten Teil des chirurgischen Arbeitspensums teilte. Im Mai 1918 wurde die Bettenzahl in Royaumont auf Ersuchen des örtlichen französischen Kommandanten auf 600 Betten erhöht. Infolgedessen wurden im Juli 1918 so viele Patienten eingeliefert, dass drei Operationssäle den ganzen Tag und zwei die ganze Nacht arbeiteten. Vera Collum schrieb: „Ich glaube nicht, dass die Chefärztin Frances Ivens oder die stellvertretende Kommandantin Miss Nicholson in diesen anstrengenden zwei Wochen jemals mehr als drei Stunden Ruhe in den 24 Stunden hatten.“
Für ihren Einsatz bei der Behandlung der französischen Soldaten in Royaumont wurde sie von der französischen Regierung mit dem Croix de guerre und der Médaille d’Honneur des Épidémies ausgezeichnet.
Inspiriert von ihrer Chefin Frances Ivens, entschied sie sich nach dem Krieg für eine Karriere in der Geburtshilfe und Gynäkologie. Sie arbeitete als Allgemeinärztin in Birkenhead, bereitete sich auf die erforderlichen Prüfungen vor und wurde 1929 Gründungsmitglied des Royal College of Obstetricians and Gynaecologists (MRCOG). Auf Empfehlung von Frances Ivens wurde sie 1931 zum Fellow ernannt. 1930 wurde sie als Nachfolgerin von Frances Ivens zur klinischen Dozentin und gynäkologischen Chirurgin an der University of Liverpool ernannt und war neben ihrer eigenen Praxis auch als Beraterin in Liverpooler Krankenhäusern tätig. Sie war die erste weibliche Präsidentin der North of England Society of Obstetrics and Gynaecology.
Nach Ende ihrer aktiven Zeit zog sie sich nach Devon zurück. Wie viele ihrer ehemaligen Kollegen in Royaumont nahm sie noch bis 1960 an Royaumont-Treffen teil. Gegen Ende ihres Lebens wurde sie von einer ehemaligen Royaumont-Schwester gepflegt. Sie starb 1963 in Exeter im Alter von 77 Jahren.